# SOQUEM
La Société québécoise d'exploration minière (SOQUEM) est une société d'État québécoise fondée en 1965 dans le cadre des efforts de développement économique de la province de Québec, visant à accroître l'implication québécoise dans l'exploration et l'exploitation des ressources minérales. SOQUEM est depuis 2012 une filiale d'Investissement Québec.

## Historique

### Création (1965)
La SOQUEM est créée le 15 juillet 1965, date à laquelle le projet de loi déposé par René Lévesque, alors ministre des Ressources naturelles du gouvernement du Québec, est sanctionné,. Ce projet de loi, présenté à l'Assemblée législative le 14 mai 1965 et adopté rapidement sans opposition, s'inscrit dans une volonté de réduire la dépendance économique du Québec aux capitaux étrangers en permettant à la province de prendre en main son secteur minier stratégique. Jean Lesage décrit alors la SOQUEM comme « la plus importante compagnie d'exploration minière du Québec » en raison de son ambition de transformer un secteur déjà vital pour l'économie québécoise et d'en accroître l'autonomie provinciale.
La création de la SOQUEM répond aux recommandations du Conseil d'orientation économique du Québec, dans un contexte où l'industrie minière contribue à hauteur de 3 % au produit intérieur brut provincial, surpassant même l'hydroélectricité. À cette époque, l'industrie minière québécoise est majoritairement contrôlée par des intérêts américains, qui possèdent plus de 60 % des opérations et exportent massivement les minerais québécois vers les États-Unis pour y être transformés. Boostée par une demande américaine croissante de matières premières, cette industrie emploie environ 30 000 travailleurs en 1965 et génère une production annuelle de 705 millions de dollars. Dans ce contexte, la SOQUEM se positionne comme un levier pour permettre au Québec de mieux exploiter localement ses abondantes ressources en fer, cuivre, zinc et, surtout, en amiante, dont le Québec assure alors 94 % de la production canadienne et 45 % de la production mondiale.
La SOQUEM, compagnie à fonds social ayant le gouvernement pour unique actionnaire, reçoit un mandat ambitieux couvrant l'exploitation minière, la mise en valeur des découvertes — qu'elles soient faites en autonomie ou avec des partenaires — et l'exploration de nouveaux gisements.
Plus spécifiquement, la SOQUEM s'est vu confier quatre fonctions principales: 
- La recherche de gisements pour la prospection ;
- L'exploitation systématique de reconnaissance ;
- L'examen des gisements proposés par divers acteurs (prospecteurs, syndicats de mineurs, compagnies privées) ;
- Et finalement la mise en valeur des gisements jugés prometteurs.

L'organisation initiale de la société comprend une direction générale, des services administratifs et une direction de l'exploitation qui inclut des services de prospection et de recherche, notamment en géologie, géochimie et géophysique, ainsi que des laboratoires et des équipements spécialisés. Cette structure permet à la SOQUEM d'accroître l'autonomie minière du Québec et de contribuer au développement économique des régions, répondant ainsi aux objectifs de souveraineté économique portés par le gouvernement québécois.
Elle a ouvert les portes de son siège social à Sainte-Foy le 1er novembre 1965. Son conseil d'administration compte plusieurs experts, dont Jacques Parizeau et Côme Carbonneau, professeur de géologie à l'Université de Montréal, ainsi qu'une équipe de géologues et ingénieurs formés dans les grandes écoles québécoises. La société mise sur des programmes de prospection régionale et sur des partenariats avec le secteur privé pour optimiser les ressources disponibles.
La SOQUEM est doté à sa création d'un capital de 1,5 million de dollars, qui était comparable aux dépenses moyennes des grandes compagnies minières canadiennes de l'époque. Le montant initial du capital est ensuite augmenté de 1,5 million pour chacune des 9 années suivantes.
La société utilise des techniques modernes de prospection géophysique et radiométrique. Elle a également contribué au développement de technologies spécifiques, telles que l'instrument électromagnétique EMAL-19 et des appareils de polarisation provoquée, qui ont permis d'optimiser la recherche et l'évaluation des sites miniers.
Près d'un tiers de ses dépenses d'exploration est alloué à la reconnaissance générale des territoires, le reste étant consacré à des projets d'exploration sur des sites prometteurs, soit en autonomie, soit en collaboration avec des partenaires privés. Cette approche permet à la SOQUEM d'investir dans des technologies d'exploration avancées et de diversifier ses activités.

### Développement (années 1960 et 1970)
En 1969, la SOQUEM amorça l'exploration d'un gisement de cuivre dans le canton de Louvicourt, en Abitibi, et établit pour ce projet la filiale Société minière Louvem inc. Ce gisement initial contenait environ 768 000 tonnes de minerai, avec une teneur moyenne de 2,15 % en cuivre, marquant ainsi le début des activités commerciales de la SOQUEM.

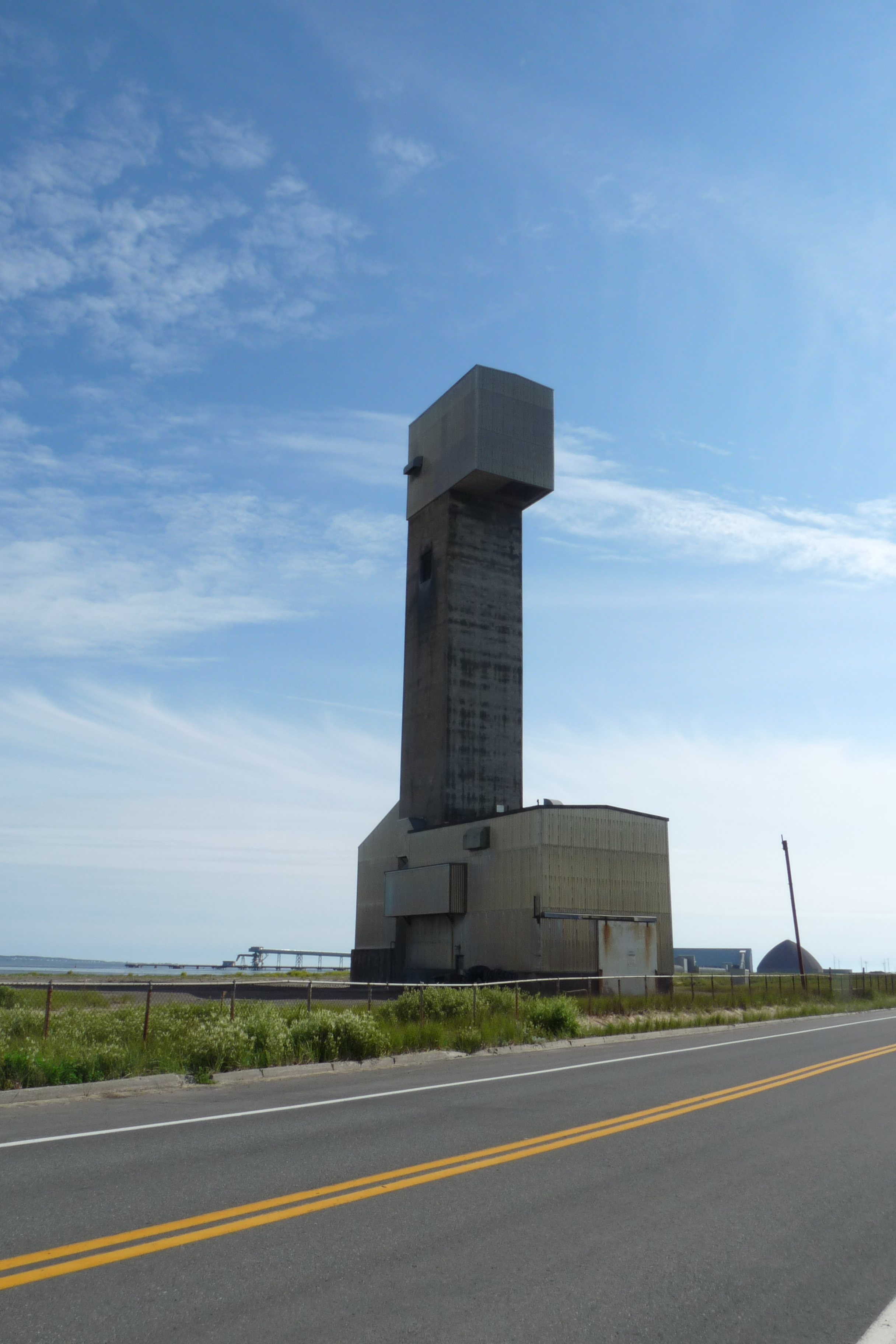
Bâtiment du puits de la mine Seleine en 2011.

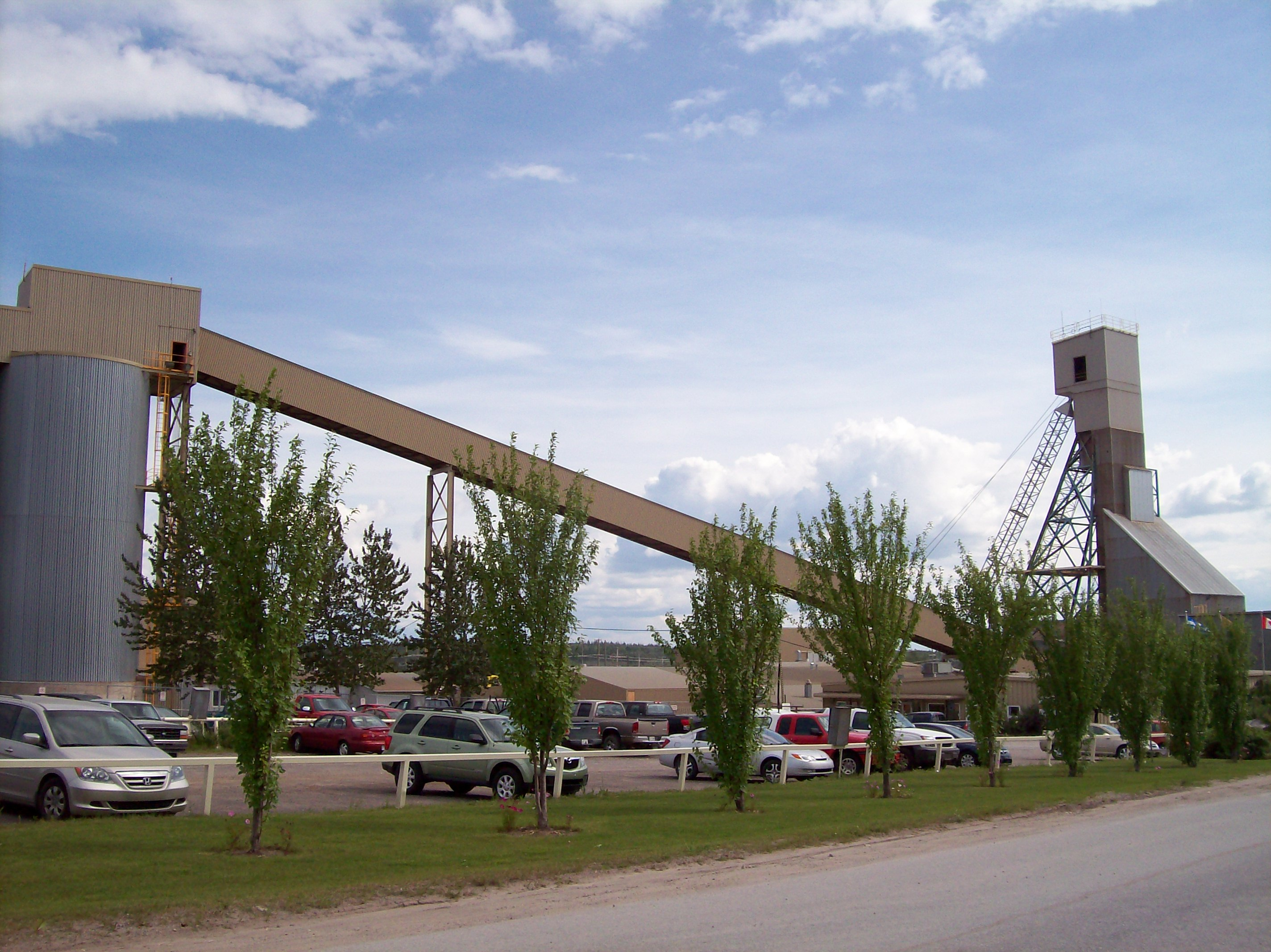
Mine Niobec de Saint-Honoré en 2006.

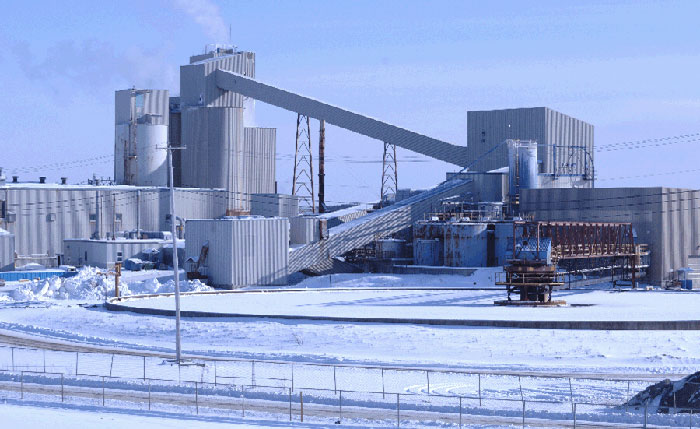
Certaines installations de la mine Doyon.

La charte de la SOQUEM est modifiée en 1971 pour réhausser le capital social à 21,25 millions de dollars sur 5 ans (de 1971 à 1975 à concurrence de 1,25 million par année).
En août 1972, la SOQUEM fait la découvert d'un dépôt de sel aux Îles-de-la-Madeleine, situé à 148 mètres de profondeur, grâce à un programme de forage ciblant une anomalie gravimétrique détectée par des agences gouvernementales et des sociétés pétrolières. Ce dépôt constitue le premier gisement de sel d'importance commerciale au Québec, un produit très consommé dans la province. En avril 1972, SOQUEM obtint 40 % d'intérêt dans la propriété contre un paiement de 50 000 $ et un engagement de dépenses de 275 000 $ avant mai 1973, consolidé par un accord signé le 14 juillet 1972. La SOQUEM a finalement acquis tous les intérêts pour 394 000 $, incluant une éventuelle redevance sur le sel extrait. Les premières estimations indiquaient des millions de tonnes de sel de bonne qualité et une présence notable de potasse. En 1982, SOQUEM lance l'exploitation sous le nom de Mines Seleine inc., avec des investissements conséquents pour développer des infrastructures portuaires. Au 31 mars 1974, les dépenses d'exploration totalisent 1,3 million de dollars.
La charte de la SOQUEM est à nouveau modifiée en 1975 pour rehausser le capital social à 45 millions de dollars d'ici à 1980.
En 1974, elle lança l'exploitation d'un important gisement d'oxyde de niobium dans le comté de Dubuc, en collaboration avec Copperfields Mining Corporation Ltée et Lamaque Mining Company Ltée, ce qui aboutit à la création de Niobec inc,. Le dépôt de Saint-Honoré, l'un des plus grands gisements de carbonatite au monde à l'époque, contenait environ 100 millions de tonnes de minerai. Des travaux de recherche et de développement, incluant des forages et des échantillons en vrac, confirmèrent une teneur moyenne de 0,76 % d'oxyde de niobium, assurant ainsi la viabilité économique du projet. La mise en service d'une usine de concentration de 1 500 tonnes par jour aurait été programmée pour 1976, avec un investissement total de 20,7 millions de dollars soutenu par plusieurs partenaires financiers. Ce partenariat structurant permit à Niobec de s'établir comme un acteur durable dans l'industrie minière, ouvrant la voie à une exploitation pérenne.
La charte de la SOQUEM est modifiée pour une troisième fois en 1977 pour rehausser le capital social à 89 millions de dollars d'ici à 1980.
En 1980, la SOQUEM créa une filiale, Soquemines, dédiée à la commercialisation des ressources minérales et à l'investissement dans des entreprises minières en croissance. Parallèlement, la SOQUEM s'investit dans des projets de développement de nouvelles ressources, tels que l'or en Abitibi avec la mine Doyon, qui devint rentable dès 1980.
L'approche de la SOQUEM repose en grande partie sur des partenariats avec des entreprises privées, ce qui favorise le partage des risques financiers et l'accès à des expertises complémentaires. En 1975, la SOQUEM avait déjà initié plus de 60 projets conjoints avec 37 compagnies minières privées, permettant de canaliser des capitaux d'exploration au Québec qui, autrement, auraient été investis ailleurs.

### Difficultés financières et privatisation partielle (années 1980)
La diversification rapide des projets de la SOQUEM entraîna une forte croissance de ses coûts d'exploitation. En 1983, la société connut des difficultés financières, en grande partie dues aux coûts élevés de mise en production des mines de sel des Îles-de-la-Madeleine et à des problèmes d'infrastructures. Face à cette situation, la SOQUEM accumula une dette importante, ce qui limita sa capacité d'exploration.
En 1986, la SOQUEM transféra ses actifs les plus rentables à Cambior inc.,, une nouvelle société privée issue de la cession de participations dans la mine Doyon et Niobec, marquant une étape de privatisation partielle. 87,5 % des actions de Cambior sont ensuite vendues en bourse. Cette transaction, facilitée par une forte hausse des prix de l'or, permit à la SOQUEM d'effacer sa dette et de recentrer ses activités sur des projets d'exploration limités au territoire québécois, à l'exception de l'Abitibi.
En juin 1995 SOQUEM vend en bourse la participation de 17,5 % qui lui restait dans Cambior, complétant le processus de privatisation partielle.
En 1996, SOQUEM créa le fonds SODEMEX pour soutenir le financement des sociétés juniors d'exploration, contribuant ainsi à l'émergence de nouveaux acteurs dans l'industrie.

### Filiale de la SGF (1998-2012)
Le 20 juin 1998, à la suite d'une annonce faite dans le budget 1998, la SOQUEM devint une filiale de la Société générale de financement (SGF) dans le cadre d'une politique gouvernementale de consolidation des sociétés d'État,. En 2001, elle reçut un nouveau mandat qui inclut des projets de première transformation, ce qui lui permit de s'investir dans des activités en aval de l'exploration, comme dans les secteurs de l'amiante et de l'or.
En 2006, le siège social de SOQUEM est relocalisé à Val-d'Or, l'une des régions minières les plus actives du Québec, afin de rapprocher la société de ses principaux projets d'exploration et des communautés minières locales.

### Filiale d'Investissement Québec (depuis 2012)
En 2012, SOQUEM devint une filiale de Ressources Québec, sous Investissement Québec, renforçant ainsi son rôle dans la stratégie économique provinciale en matière de ressources naturelles.

## Projets en cours
La SOQUEM mène actuellement (novembre 2024) 58 projets d'exploration minière répartis en trois stades de développement : 32 en forage, 19 en exploration de base et 6 en exploration avancée. La majorité de ces projets se situe en Abitibi-Témiscamingue et dans le Nord-du-Québec, bien que SOQUEM mène également des initiatives dans plusieurs autres régions administratives du Québec. Ces projets couvrent divers métaux, avec une majorité orientée vers les métaux de base (23 projets), les métaux critiques et stratégiques (20 projets), et l'or (13 projets). SOQUEM adopte une gestion mixte, avec 24 projets en partenariat et 33 détenus à 100 % par l'entreprise.

### Lois et règlements
- Charte de la Société québécoise d'exploration minière, LQ 1965 (13-14 ElizII), c. 36  (lire en ligne, consulté le 4 janvier 2025)
- Loi sur la Société québécoise d'exploration minière, RLRQ, c. S-19  (lire en ligne, consulté le 4 janvier 2025)